# 維索薩鎮
維索薩鎮（葡萄牙語：Vila Viçosa），直譯「維拉維索薩」或「維拉·維索薩」，是葡萄牙埃武拉區轄下的一個城鎮，位於該國中南部，始建於1270年，面積194.86平方公里，2011年人口8,319，人口密度每平方公里42.69人。

## 堂區
在行政上，該自治市鎮被分為4個市民教區（即堂區）：

## 圖集

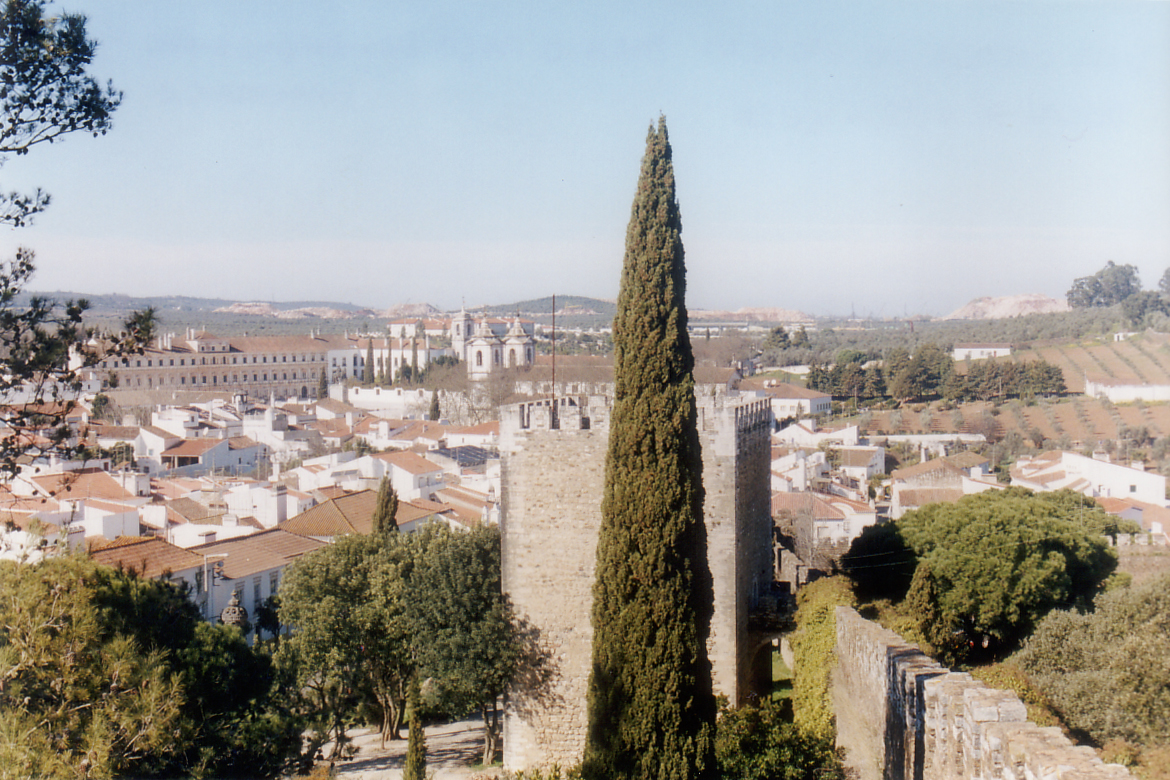
維拉維索薩城堡
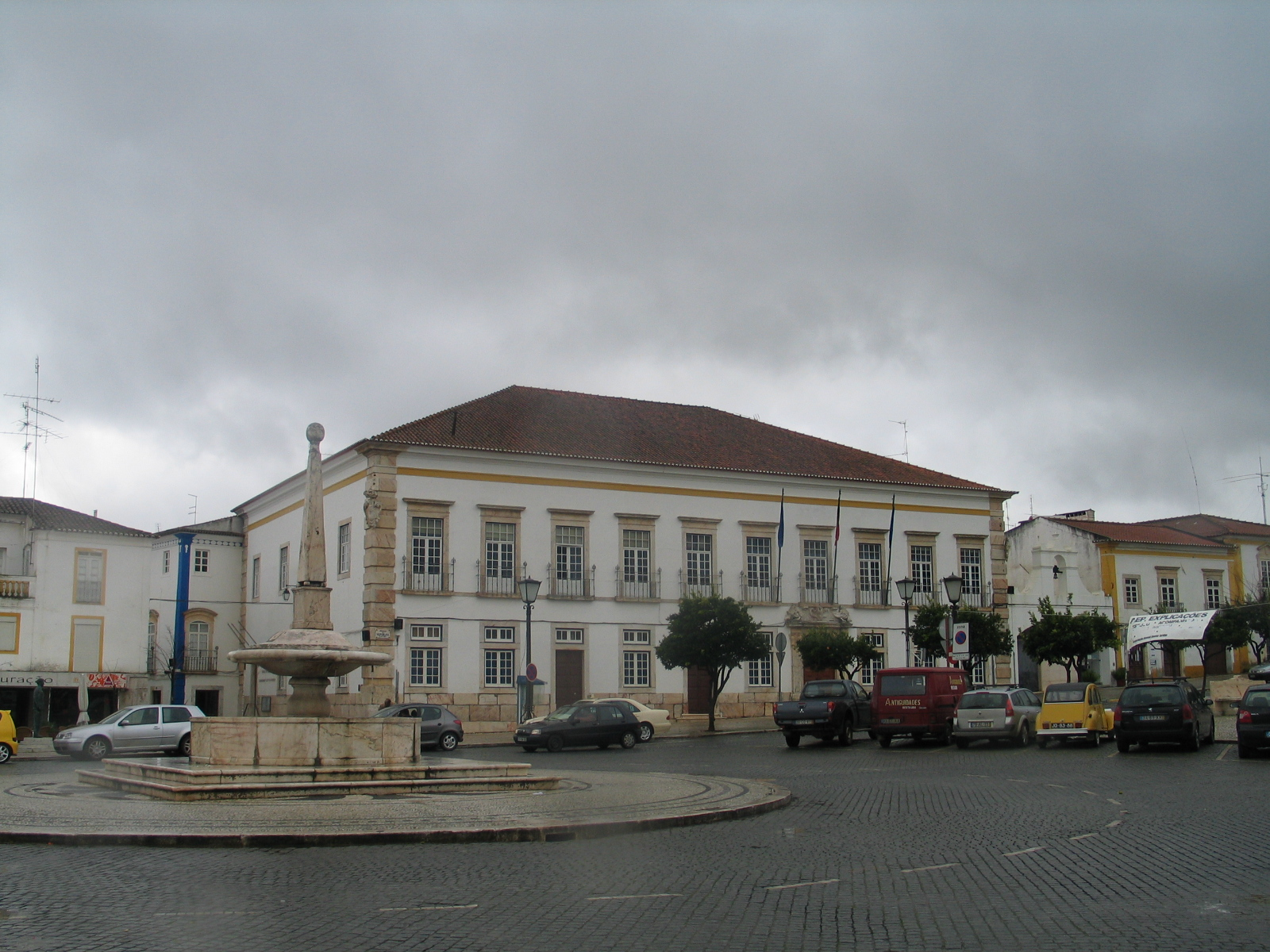
維拉維索薩市政廳

## 另見
- 維拉維索薩聖母無原罪勳章

## 外部連結
- Town Hall official website （页面存档备份，存于）